# Hobelantrieb
Als Hobelantrieb bezeichnet man im Bergbau eine maschinelle Einrichtung, die der Bewegung des Kohlenhobels dient.

## Aufbau

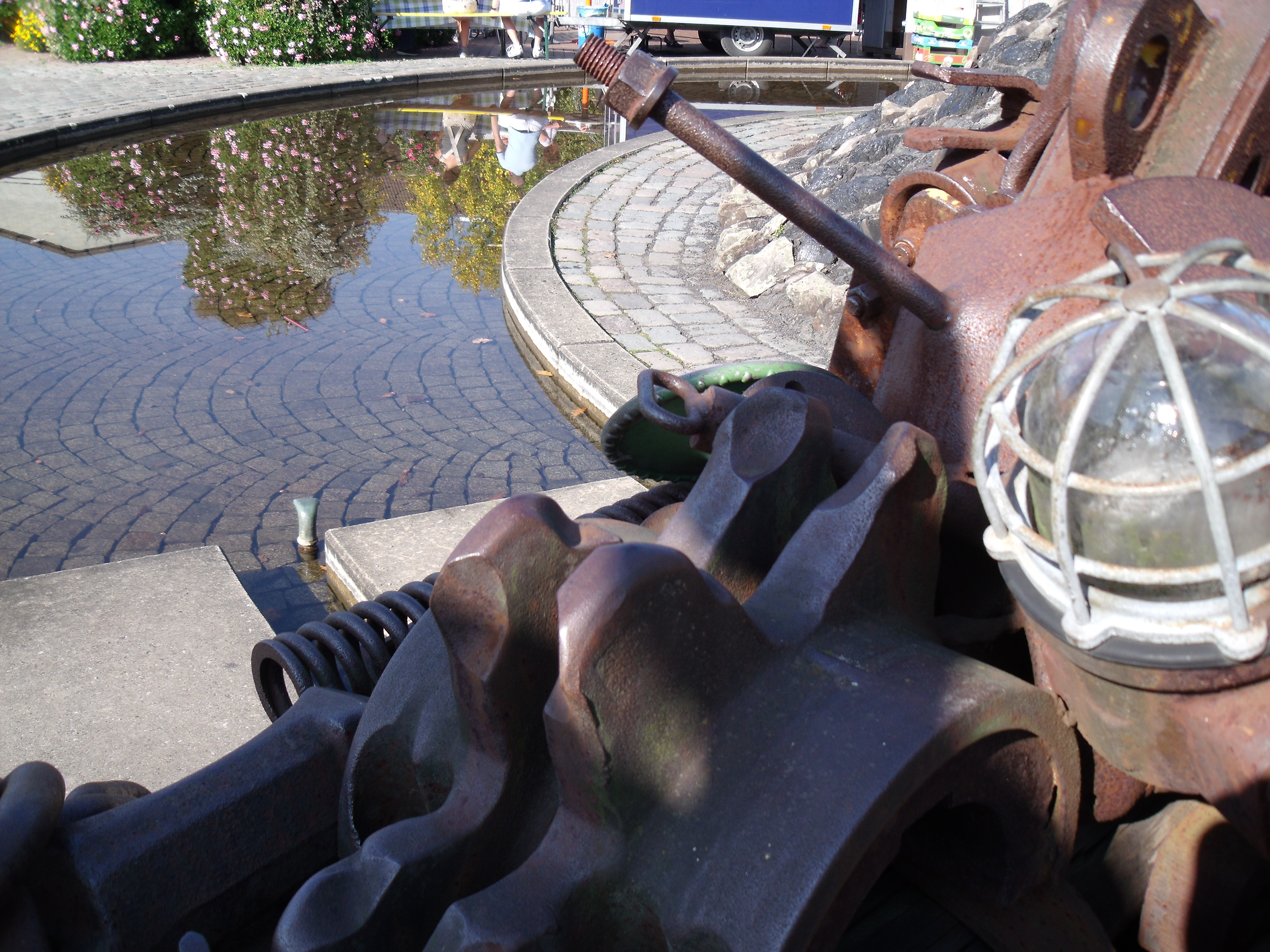
Kettenstern

Der Antrieb des Kohlenhobels teilt sich auf in Hauptantrieb und Hilfsantrieb. Dabei ist der Hauptantrieb die Antriebsstation, die sich in Förderrichtung befindet, der Hilfsantrieb befindet sich am anderen Ende des Strebes. Jede Antriebsstation besteht aus dem Motor, der Kupplung, dem Getriebe und dem Kettenstern. Jede Antriebsstation ist über einen Hobelantriebsrahmen an der Gewinnungsanlage angeschraubt. Zum Abbremsen des Motors dient eine Motorbremse. Die Antriebsstationen lassen sich mit hydraulischen Rückeinrichtungen verschieben.

### Motoren
Als Antriebsmotoren wurden früher entweder Luftmotoren oder Elektromotoren eingesetzt. Jeder Antrieb war entweder mit einem oder auch mit zwei Motoren ausgerüstet. Es gab dabei unterschiedliche Kombinationen aus beiden Motoren. So gab es Antriebe mit nur Luftmotoren oder auch Antriebe mit jeweils einem Luftmotor und einem Elektromotor. Die Motoren hatten Leistungen von bis zu 40 Kilowatt. Heutige Antriebe werden nur noch von Drehstromkurzschlussläufermotoren angetrieben. Diese Motoren haben eine Betriebsspannung von 500 oder 1000 Volt. Die Motoren sind über eine Wendeschützschaltung in ihrer Drehrichtung änderbar. Die Motoren haben eine mittlere Leistung von 160 Kilowatt, es gibt auch Antriebe, bei denen Motoren mit 300 Kilowatt eingesetzt werden. Um unterschiedliche Geschwindigkeiten mit dem Hobel fahren zu können, werden polumschaltbare Motoren verwendet.

### Kupplungen
Bei den früheren Hobelantrieben mit Elektromotor wurden Lamellenkupplungen zur Weiterleitung des Drehmoments an die Antriebswelle eingesetzt. Diese Kupplungen wurden pneumatisch betätigt. Über ein elektromagnetisch gesteuertes Druckluftventil wurden die Lamellen aneinandergepresst. Es wurde ein Mindestdruck von 3,3 Bar benötigt. Bei Antrieben mit Druckluftmotoren wurden elastische Bolzenkupplungen eingesetzt. Heutige Antriebe sind je nach verwendetem Motor mit drehelastischen oder mit hydrodynamischen Kupplungen ausgerüstet. Bei Antrieben mit polumschaltbaren Motoren können nur drehelastische mechanische Kupplungen verwendet werden. Bei Antrieben mit Drehstrommotoren ohne Polumschaltung können auch hydrodynamische Kupplungen eingesetzt werden. Jede dieser Kupplungen ist mit einem Überlastungsschutz ausgerüstet. Dieser Überlastungsschutz spricht bei unzulässig hoher Belastung an und soll so die Hobelkette vor einem Kettenbruch schützen. Früher wurden als Überlastungsschutz Scherbolzenkupplungen eingesetzt. Der Scherbolzen brach bei einer Belastung von 20 Tonnen durch. Nach neueren Erkenntnissen wirken sich Scherbolzenkupplungen nachteilig auf die Standdauer der Hobelkette aus. Auch auf den Motor und das Getriebe wirken sich die abrupten, schlagartigen Unterbrechungen des Kraftflusses negativ aus. Es werden deshalb bei neueren Antrieben Sicherheitskupplungen verwendet, die bei Überlastung durchrutschen.

### Getriebe
Als Getriebe werden Stirnradgetriebe oder Kegelstirnradgetriebe verwendet. Bei neueren Antrieben werden Planetenüberlagerungsgetriebe eingesetzt. Diese Getriebe haben zwei Eingangswellen. An die eine Eingangswelle wird der Motor angeflanscht und an die andere Eingangswelle werden hydrostatische Einheiten angebaut. Diese Einheiten haben die gleiche Leistung wie der Elektromotor und dienen als Drehmomentstütze. An die Ausgangswelle wird ein Kettenstern mit fliegender Lagerung angebaut. So ausgerüstete Getriebe ermöglichen in Kombination mit einer elektrohydraulischen Kupplung einen Lastausgleich zwischen dem Haupt- und dem Hilfsantrieb.

### Kraftübertragung auf die Hobelkette
Der Kettenstern, auch Kettenrad genannt, dient zum Antrieb der Hobelkette. Durch den Kettenstern ist ein formschlüssiger Antrieb der Kette möglich. Um zu verhindern, dass stets dieselben Kettenglieder und Zähne ineinander greifen, haben Kettensterne eine ungerade Anzahl an Zähnen. Die Kette hat eine gerade Anzahl an Kettengliedern. Damit der Kettenstern nicht durch Trockenlauf vorzeitig verschleißt, muss die Hobelkette mit Öl benetzt werden. Hierfür kann am Hobelantrieb eine Kettenschmiereinrichtung angebaut werden.